# Francisco Pacheco de Toledo
Francisco Pacheco de Toledo (ur. ok. 1508 w Ciudad Rodrigo, zm. 23 sierpnia 1579 w Burgos) – hiszpański kardynał.

## Życiorys
Był synem Juana Pacheco i Any de Toledo oraz był bratankiem Pedro Pacheco de Villena. Studiował na uniwersytecie w Salamance, a święcenia kapłańskie otrzymał z rąk swojego wuja. W 1545 udał się do Rzymu, gdzie zrobił wrażenie na Juliuszu III, który został mianowany kanonikiem katedry w Salamance. W 1557 został inkwizytorem generalnym Hiszpanii. 26 lutego 1561 został kreowany kardynałem diakonem i otrzymał diakonię S. Susanna. 8 sierpnia 1567 został wybrany biskupem Burgos, a 26 października przyjął sakrę. Był ambasadorem króla Filipa II przed Stolicą Apostolską, by negocjować powołanie Ligi Świętej przeciw Turkom, która w 1571 zakończyła się zwycięstwem wojsk papieskich w bitwie pod Lepanto. Od stycznia 1572, przez roczną kadencję pełnił rolę kamerlinga Kolegium Kardynałów. 22 października 1574 jego diecezja została podniesiona do rangi archidiecezji, a kardynał Pacheco został arcybiskupem.